# جواز سفر كويتي
جواز السفر الكويتي هو وثيقة رسمية يتم إصدارها لمواطني دولة الكويت لغرض السفر الدولي، والذي أنشأ بقانون رقم 11 لسنة 1962. يتميز الجواز بلونه الأزرق، ويحتوي على 64 صفحة، فضلًا عن أن كل جواز يحتوى على رقاقة إلكترونية قابلة للقراءة عن بعد، مخزن فيها البيانات الشخصية النصية والبيومترية لحامل الجواز.

## تاريخ
منذ إنشاء دائرة الجوازات تغيرت أشكال وصيغ الجواز الكويتي، فكانت أولى الخطوات هي ورقة يتسلمها المواطن من مدير الجوازات، يُكتب فيها اسم صاحب الجواز وتوقيعه وصورته، فيأخذها المواطن إلى المعتمد البريطاني في الكويت الذي يقوم بإصدار الجواز الكويتي وعليه شعار الدولة العثمانية وكانت مدته سنة، ورسوم الإصدار روبية واحدة، وكان الملّا صالح أول مدير جوازات.

## رسالة جواز السفر
كُتب في أول صفحة من الجواز رسالة باللغتين العربية والإنجليزية كما يلي:
- باللغة العربية

«باسم حضرة صاحب السمو أمير دولة الكويت أطلب من موظفي دولة الكويت وممثليها في الخارج، وأرجو من كل سلطة أخرى تعمل باسمها ومن السلطات الأجنبية المختصة أن يسمحو لحامل هذا الجواز بحرية المرور وأن يقدموا كل ما يحتاج إليه من مساعدة ورعاية.»
- بالإنجليزية

«In The Name Of H.H The Amir of The State Of Kuwait, I request from all officials of The State Of Kuwait and its representatives abroad and all authorities acting in his name and the competent foreign authorities to allow the bearer of this passport to pass freely and to afford every assistance and protection of which the bearer my stand in need.»

## أنواع الجواز الكويتي
هناك أربعة أنواع من الجواز الكويتي:
- الجواز الأزرق: وهو العادي وهو يصدر لجميع المواطنيين الكويتيين.
- الجواز الأخضر: وهو الخاص فهو لأعضاء الأسرة الحاكمة من ال الصباح والموظفين العاملين من درجة وكيل وزارة فما فوق ومن في حكمهم وأعضاء مجلس الأمة والوزراء والسفراء والوزراء السابقين والوزراء المفوضين السابقين بشرط ان لا يكون قد فصلوا بقرار تأديبي والموظفين الكويتين في جامعة الدول العربية الذين يعتبرون نظرا لأعضاء البعثات الدبلوماسية وذلك أثناء تنقلاتهم الرسمية والموظفين الإداريين والكتابيين الملحقين بالبعثات الدبلوماسية والقنصلية وبعثات دولة الكويت لدى المنظمات الدولية وزوجات افراد الفئتين أ وج وأولادهم القصر وزوجات افراد الفئات الأخرى وأولادهم القصر المسافرين في صحبتهم.
- الجواز الأحمر: وهو الدبلوماسي ويتم إصداره لأمير البلاد والوزراء ورئيس مجلس الأمة ونائب الرئيس وأعضاء السلكين السياسي والقنصلي واعضاء بعثات المنظمات دولة الكويت لدى الدولية والنظراء لأعضاء السلك الدبلوماسي والملحقين الفنيين على اختلاف درجاتهم بالبعثات الدبلوماسية في الخارج والأعضاء الموفدين من دولة الكويت لدى الأجهزة الرئيسية للامم المتحدة وهي الجمعية العامة ومجلس الامن والمجلس الاقتصادي والاجتماعي ومجلس الوصاية ومحكمة العدل الدولية وذلك أثناء تادية مهمتهم وحاملي الحقائق ووزراء الدبلوماسية والخارجية السابقين والزوجات والأولاد القصر وأعضاء لأسرة الحاكمة.
- الجواز الرمادي ماده (17): وهو جواز يصرف لفئة البدون، غير محددي الجنسية أو (المقيمين بصورة غير قانونية) بشروط معينه مثل: الدراسة أو العلاج. كما يكون هناك أوقات معينه لصرفه في السنة ولا تكون هذه الاوقات محددة أو لها مدة معينة، كما يتميز هذا الجواز بعدد صفحات اقل ولا يحمل نفس الصفات الدبلوماسية لأيٍ من الجوازات السابقة، مثل حق الدخول لدول مجلس التعاون، إلا (بفيزا) كما أنه لا يعفى من (الفيزا) لكثير من الدول التي تعفا منها الجوازات السابقه مثل تركيا وجورجيا وغيرها الكثير.

## حقائق عامة

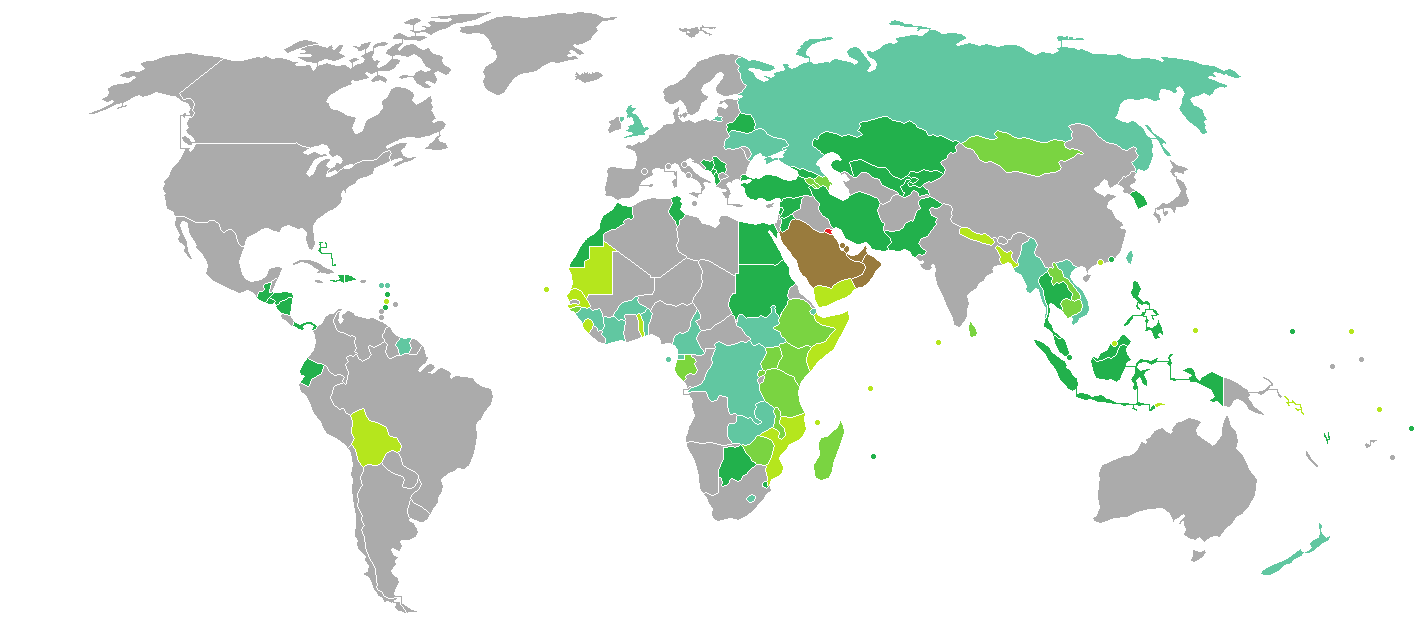
البلدان والأقاليم التي لا تفرض تأشيرة أو تطلب تأشيرة دخول عند الوصول للجهة، لحاملي جوازات السفر الكويتية العادية.

- يسمح الجواز لحامله بالسفر إلى 94 وجهة من دون الحصول على تأشيرة دخول مسبقة، أو بالحصول عليها بمجرد الوصول إلى مطار البلد المقصود.[4]
- احتل الجواز الكويتي المركز الثاني على المستويين العربي والخليجي.[4][5]
- وفقاً آخر تحديث لمؤشر «passport index»:
  - احتل الجواز الكويتي المركز الـ 46 عالمياً.[6]
  - بإمكان حامل الجواز السفر إلى 95 بكل سهولة،[7] حيث بإمكانه دخول 52 وجهة من دون الحصول على تأشيرة دخول مسبقة، كذلك بإمكانه زيارة 43 وجهة بالحصول عليها بمجرد الوصول إلى مطار البلد المقصود.[8]
- وفقاً آخر تحديث لموقع «هينلي باسبورت»:.[9]
  - احتل الجواز الكويتي المركز الـ55 عالمياً بحسب موقع «هينلي باسبورت».
  - بإمكان حامل الجواز السفر إلى 94 بلدًا بلا تأشيرة مسبقة

## ملخص خدمة استخراج وتجديد الجواز
وهي خدمة مقدمة من قبل وزارة الداخلية المتمثلة بالإدارة العامة للجنسية ووثائق السفر. وتتيح هذه الخدمة للكويتيين فرصة تجديد جواز السفر.
- الشروط الواجبة: يجب أن يحضر الأب أو الممثل القانوني بالنسبة للأطفال وفاقدي الأهلية لتنفيذ الخدمة
- المستندات المطلوبة:
  - جواز السفر السابق
  - عدد (4) صور مقاس 4 × 6 بخلفية زرقاء.
- الإجراءات:
  - أحضر المستندات المطلوبة وتوجه إلى الإدارة العامة للجنسية ووثائق السفر بالمحافظة التي تتبعها.
  - قم بتعبئة النموذج الخاص بالخدمة
  - سدد الرسوم المستحقة
- الرسوم:
  - 3 دنانير: رسم لمدة 5 سنوات
  - 6 دنانير: رسم لمدة 10 سنوات لمن تجاوز 30 عامًا

## المستندات المطلوبة لإستخراج وتجديد الجواز
حسب شروط وزارة الداخلية.
استخراج جواز سفر أول مرة:
- عدد (4) صور شخصية قياس (4x6) حديثة (يجب أن تكون خلفية الصورة زرقاء).
- صورة البطاقة المدنية للطفل.
- صورة شهادة الميلاد للطفل.
- صورة عن آخر شهادة دراسية (إذا كان عمره 7 سنوات فما فوق).
- حضور الممثل القانوني والبطاقة المدنية.
- رسوم (3) دنانير لمدة خمس سنوات.

- تجديد جواز سفر للقاصرين:
  - حضور الممثل القانوني والبطاقة البطاقة المدنية.
  - جواز السفر الأصلي المراد تجديده.
  - عدد (4) صور شخصية مقاس (4x6) حديثة (يجب أن تكون خلفية الصورة زرقاء).
  - رسوم (3) دنانير.
- طلبات تجديد جواز سفر فوق السن القانوني 21 سنة:
  - عدد (4) صور شخصية قياس (4x6) حديثة (يجب أن تكون خلفية الصورة زرقاء).
  - احضار جواز السفر.
  - رسوم (3) دنانير لمدة خمس سنوات و (6) دنانير لمدة عشر سنوات من 30 وما فوق.
- طلبات جواز سفر بدل فاقد::
  - تقديم كتاب من صاحب العلاقة أو الممثل القانوني بفقدان الجواز.
  - حضور صاحب الجواز المفقود شخصيا أثناء التحقيق واتخاذ الاجراءات اللازمة لمعرفة سبب فقدان الجواز ومكان فقدانه.
  - الإعلان عن فقدان جواز السفر بالجريدة الرسمية الكويت اليوم.
  - يصرف الجواز بعد انقضاء المدة القانونية المقررة بالقرار الوزارى (5) شهور.
  - عدد (4) صور شخصية قياس (4x6) حديثة (يجب أن تكون خلفية الصورة زرقاء).
  - الرسوم المقرره (5) دينار.
- طلبات جواز سفر بدل تالف:
  - جواز السفر الأصلى التالف.
  - كتاب خطي لطلب صرف جواز بدل تالف.
  - حضور صاحب العلاقة واتخاذ الإجراءات اللزمة لمعرفة سبب اتلاف الجواز.
  - يصرف الجواز وفق الانظمة المعمول بها بالإدارة.
  - عدد (4) صور شخصية قياس (4x6) حديثة (يجب أن تكون خلفية الصورة زرقاء).
  - الرسوم المقررة (3) دينار كويتى.